# Endeostigmata
Endeostigmata zijn  een onderorde van mijten binnen de orde Sarcoptiformes. 

## Taxonomie
De volgende taxa zijn bij de onderorde ingedeeld:
- Infraorde Bimichaliida Oconnor, 1984
  - Superfamilie Alycoidea G. Canestrini & Fanzago, 1877
    - Familie Alycidae G. Canestrini & Fanzago, 1877 (6 geslachten, 29 soorten)
    - Familie Nanorchestidae Grandjean, 1937 (5 geslachten, 45 soorten)
    - Familie Proterorhagiidae Lindquist & Palacios-Vargas, 1991 (1 geslacht, 1 soort)
- Infraorde Nematalycina Lindquist, Krantz & Walter, 2009
  - Superfamilie Nematalycoidea Strenke, 1954
    - Familie Micropsammidae Coineau & Theron, 1983 (1 geslacht, 1 soort)
    - Familie Nematalycidae Strenke, 1954 (4 geslachten, 4 soorten)
    - Familie Proteonematalycidae Kethley, 1989 (1 geslacht, 1 soort)
- Infraorde Terpnacarida Oconnor, 1984
  - Superfamilie Oehserchestoidea Kethley, 1977
    - Familie Oehserchestidae Kethley, 1977 (1 geslacht, 4 soorten)
    - Familie Grandjeanicidae Kethley, 1977 (1 geslacht, 3 soorten)

  - Superfamilie Terpnacaroidea Grandjean, 1939
    - Familie Terpnacaridae Grandjean, 1939 (2 geslachten, 11 soorten)
- Infraorde Alicorhagiida Oconnor, 1984
  - Superfamilie Alicorhagioidea Grandjean, 1939
    - Familie Alicorhagiidae Grandjean, 1939 (5 geslachten, 9 soorten)